# Hernando de Lobo Castrillo
Hernando de Lobo Castrillo, O. Carm. (1590 – 17 de outubro de 1651) foi um prelado católico romano que serviu como bispo de Porto Rico (1649–1651).

## Biografia
Hernando de Lobo Castrillo nasceu em Navarrete, em Espanha, e foi ordenado sacerdote na Ordem dos Carmelitas. A 9 de dezembro de 1649, foi nomeado pelo Rei da Espanha e confirmado pelo Papa Inocêncio X como Bispo de Porto Rico. No dia 26 de julho de 1650, foi consagrado bispo por Mauro Diego de Tovar y Valle Maldonado, bispo de Caracas. Serviu como Bispo de Porto Rico até à sua morte a 17 de outubro de 1651.